# Pavlova misijska putovanja
Pavlova misijska putovanja opsežna su putovanja sv. Pavla, opisana u Bibliji u Djelima apostolskim. Ta su se putovanja odvijala u godinama 47. do 56. godine nakon Krista, uglavnom kroz područja koja su danas u Turskoj i Grčkoj.
Prema Djelima apostolskim (Dj 9,15), Isus Krist je izabrao Pavla kako bi njegovo ime bilo poznato u poganskim narodima. Izjave koje je Pavao dao u svojim kasnijim pismima (na primjer Gal 1,15-16 ili 1. Tim 2,7) pokazuju da se identificirao s ovom zadaćom i provodio je u praksi tijekom misijskih putovanja.
Pavlov misionarski rad neprestano su pratili suradnici, bez podrške drugih ljudi njegovi postupci ne bi mogli postići trajni uspjeh. Pavao je tijekom svog života bio uključen u razne društvene mreže. Pedesetak ljudi imenovanih u Pavlovim pismima i Djelima apostolskim možemo nazvati izravnim suradnicima. Treba spomenuti sljedeće žene i muškarce: Barnaba, Junija, Feba, Lidija, Sila i Timotej. Akvila i Priscila širili su kršćanstvo neovisno o Pavlu.
U razdoblju od 30. godine do 130. godine poslije Krista u Rimskom Carstvu bilo je vrijeme relativnoga vanjskoga i unutarnjega mira i stabilnih ekonomskih uvjeta (Pax Romana) unutar Rimskoga Carstva. Pavao i njegovi suradnici imali su koristi od dobro razvijene cestovne mreže. Sljedeći važan čimbenik za širenje kršćanske vjere bilo je postojanje židovskih zajednica u dijaspori. Ali također su vjerska raznolikost i tolerancija u Rimskom Carstvu u ovom razdoblju povoljno utjecali na širenje kršćanske vjere.
Hock (1980.) rekonstruirao je prema Pavlovim putovanjima u Djelima apostolskim, da je Pavao za vrijeme svog misionarskog rada morao prevaliti gotovo 16 000 kilometara cestama. Komunicirao je s raznim skupinama ljudi kao što su: hodočasnici, bolesnici, glasnici, odbjegli robovi, izbjeglice, zatvorenici, obrtnici i drugi.

## Prvo putovanje
Prvo Pavlovo misijsko putovanje opisano je u Bibliji u Djelima apostolskim (Dj 13-14). Dogodilo se oko 47. godine i trajalo je oko godinu dana. Početna i završna točka bila je Antiohija, današnja Antakya u Turskoj. Prema Djelima apostolskim (Dj 13, 1) sv. Pavao i Barnaba tamo su djelovali kao proroci i učitelji zajedno s Lucijem Cirencom, Manahenom i Šimunom, zvanim Niger. Skupština ih je poslala na prvo misijsko putovanje u ime Duha Svetoga.
Putovanje je bilo brodom i pješice preko Cipra i kroz maloazijske regije Pamfiliju, Pizidiju i Galaciju. U Poslanici Galaćanima Pavao podsjeća Galaćane, da im je propovijedao u stanju tjelesne slabosti (Gal 4,13).

## Drugo putovanje
Drugo Pavlovo misijsko putovanje opisano je u Djelima apostolskim (Dj 15-18). Putovanje se odvijalo između 49. i 52. godine. Početna i završna točka bio je Jeruzalem. Putovanje je vodilo kroz maloazijske gradove, koji su već bili posjećeni na prvom misijskom putovanju, kao i velikim dijelovima današnje Grčke. Ruta i trajanje nisu bili unaprijed planirani, već su bili određeni događajima na putu. Natpis pronađen u Delfima o prokonzulu Luciju Juniju Galiju Aneju iz rimske provincije Aheja, datiran u ljeto 52. godine, upućuje na to da je Pavao morao stići u Korint 50. godine. Pavao je imao kontakt s prokonzulom Galionom (Dj 18,12-17).

## Treće putovanje
Pavlovo treće misijsko putovanje opisano je u Djelima apostolskim (Dj 18-21). Putovanje se odvijalo oko 52. do 56. godine i vodilo je u velikoj mjeri kroz ista područja kao i drugo putovanje. Početna točka bila je Antiohija, a krajnja točka Jeruzalem. Tamo su Židovi koji su bili odani Tori optužili Pavla za kršenje židovskih vjerskih zakona prije prokuratora Porcija Festa 58. godine.

## Četvrto putovanje
Nakon svoje optužnice u Jeruzalemu, Pavao se obratio carskom sudu u Rimu. Zatim je tamo prebačen i ostavljen u kućnom pritvoru da čeka suđenje. Vjerojatno je umro 64. godine pod carem Neronom tijekom općeg progona kršćana nakon požara u Rimu.

## Galerija
- Prvo Pavlovo putovanje
- Drugo Pavlovo putovanje
- Treće Pavlovo putovanje